# Dimetylurea
Dimetylurea är en kemisk förening med formeln (CH3NH)2CO. Ämnet är en karbamid.

## Framställning
Dimetylurea framställs genom hydrolys av metylisocyanat (CH3NCO).
{\displaystyle {\rm {2\ CH_{3}NCO+H_{2}O\rightarrow (CH_{3}NH)_{2}CO+CO_{2}}}}

## Användning
Dimetylurea används för att framställa syntetiskt koffein, teofyllin och herbicider.